# Darrell Issa
Darrell Edward Issa (Cleveland, 1º novembre 1953) è un politico statunitense di origine maronita libanese, membro della Camera dei Rappresentanti per lo Stato della California dal 2001 al 2019 e poi nuovamente dal 2021.

## Biografia
Nato in Ohio, Issa ebbe un'adolescenza piuttosto turbolenta e a diciassette anni si arruolò nell'esercito. Fra le varie cose svolse anche il compito di artificiere e dopo aver raggiunto il grado di capitano, alla fine degli anni settanta, Issa si congedò.
In seguito intraprese una carriera nel mondo degli affari e insieme alla sua seconda moglie fondò un'azienda operante del ramo dell'elettronica.
Negli anni novanta entrò in politica schierandosi al fianco del Partito Repubblicano e nel 1998 si candidò al Senato come sfidante della democratica in carica Barbara Boxer, venendo tuttavia sconfitto nelle primarie.
Nel 2000 il deputato repubblicano Ron Packard annunciò il suo ritiro e Issa si candidò per occupare il suo seggio alla Camera. Questa volta riuscì a prevalere nelle primarie e vinse anche le elezioni generali a novembre. Venne riconfermato ininterrottamente per il medesimo seggio (con la numerazione 48 durante il primo mandato, poi col 49) per altri sette mandati. Issa vinse la nona elezione alla Camera dei Rappresentanti nel novembre 2016, registrando la più risicata maggioranza della sua carriera politica. Al contrario di altri politici repubblicani, egli fu uno dei precoci sostenitori di Donald Trump alla presidenza, considerandolo una "scelta ovvia".
Nel 2018 non si candidò per un nuovo mandato e accettò un incarico all'interno dell'amministrazione Trump, come direttore della United States Trade and Development Agency. Nel 2020 presentò la propria candidatura per il seggio della Camera lasciato da Duncan D. Hunter e riuscì ad essere eletto nuovamente deputato.
Issa si presenta come uno dei deputati più conservatori del Congresso; fra le varie prese di posizione ha votato a favore del PATRIOT Act e si è battuto contro l'immigrazione illegale.